# Zamia roezlii
Zamia roezlii är en kärlväxtart som beskrevs av Jean Jules Linden. Zamia roezlii ingår i släktet Zamia och familjen Zamiaceae. IUCN kategoriserar arten globalt som nära hotad. Inga underarter finns listade i Catalogue of Life.

## Bildgalleri

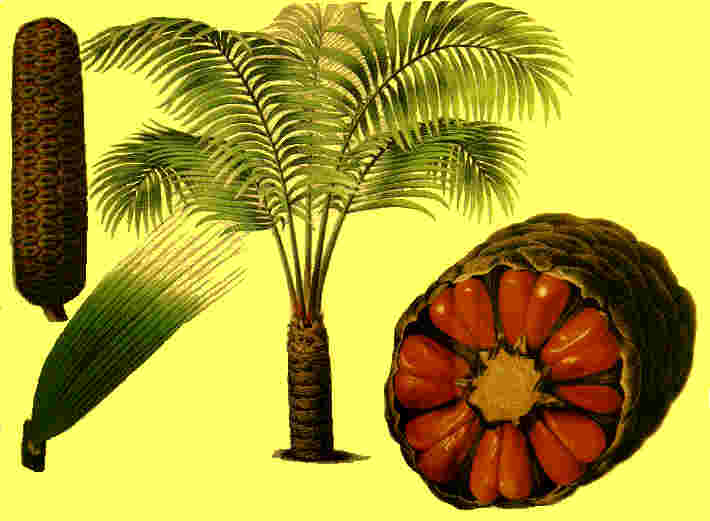
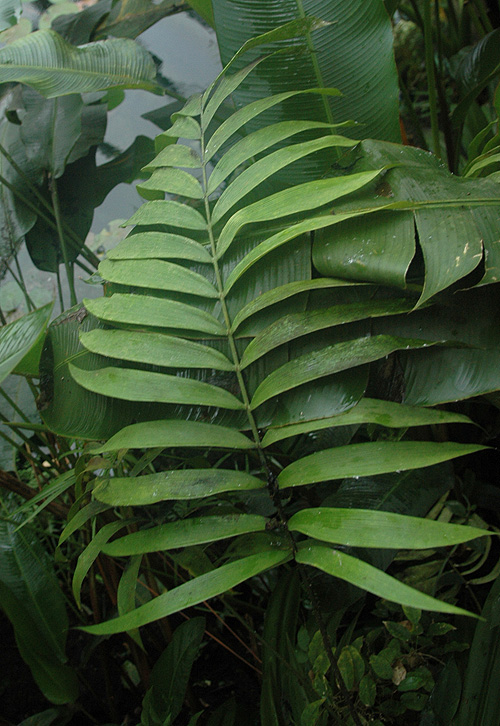